# Девкалион
Девкалион (гр. Δευκαλιων) в древногръцката митология е:
1. Син на Прометей и Келено (или Климена). Счита се за прародител на всички хора. Съпруг е на Пира, която му е първа братовчедка, дъщеря на Епиметей и Пандора. Когато разгневения на хората Зевс, решил да унищожи всички хора и да прати на земята потоп, Девкалин и Пира били единствените праведници, които той решил да спаси. По съвет на Прометей, Девкалион построил голям ковчег, върху който той и жена му се спасили по време на деветдневния потоп, който унищожил цялото човечество. На десетия ден Девкалион видял планината Парнас и излязъл на брега. Има и вариант, според който спрял при Етна [1]. След като принесъл жертва на Зевс, той му изпратил Хермес с обещание да изпълни всяко негово желание. Девкалион пожелал да възроди човешкия род и Зевс го посъветвал да хвърля зад главата си камъни [2]. Според Овидий, съветът бил даден от оракула на Темида в подножието на Парнас [3]. Девкалион и Пира трябвало да хвърлят зад гърба си „костите на прамайката“ и Девкалион се досетил, че това са камъните и изпълнил задачата. От камъните, които хвърлил той, се появили мъже, а от тези на Пира - жени [4]. Девкалион и Пира имали 3 деца: Елин, Амфиктион и Протогенея, които станали родоначалници на гръцките племена [5]. Впоследствие Девкалион се спуснал от планината и основал светилище на Зевс в Локрида и в Атина, където и бил погребан [6]. Този мит в основни черти повтаря разпространения по цялото Средиземноморие мит за всемирния потоп - библейския мит за Ной, шумерския за Ут-напишти и др. Дъщеря на Девкалион била и нимфата Меланто, която била съблазнена от Посейдон.
2. Син на Минос и Пасифея, критски цар, участник в калидонския лов и похода на Аргонавтите [7], баща на Идоменей, предводител на критяните в Троянската война, където е убит от Ахил.